# Asociación de Consumidores de Entretenimiento
La Asociación de Consumidores de Entretenimiento (abreviado como ACE) es una organización no gubernamental, organización no partidista, sin fines de lucro dedicada a los intereses de las personas que participan en juegos de ordenador y vídeo en los Estados Unidos y Canadá con sede en EE. UU. 

## Historia
Mr. Hal Halpin, un veterano de la industria del juego y el expresidente de la Asociación de Entretenimiento Interactivo de Comerciantes (IEMA) - ahora se llama la Asociación de Comerciantes del Entretenimiento (EMA) - fundó la CEPA en julio de 2006, el concepto de la ACE nació a raíz de una junta de IEMA directores de reunión, en la que Halpin reconoció la necesidad de representación de los consumidores. la asociación se lanzó como un medio para la defensa de los derechos del consumidor tras una serie de leyes anti-juegos destinado a penalizar la venta de ciertos videojuegos. Aunque los editores estuvieron debidamente representados por la Asociación de Software de Entretenimiento (ESA) y los minoristas por la Asociación de Comerciantes de Entretenimiento (EMA), los consumidores de videojuegos eran virtualmente sin representación hasta el lanzamiento de la CEPA.

## Actividades
ACE es un ardiente defensor de los derechos del consumidor y la promoción, en concreto en la defensa y promoción de los intereses de los jugadores. La organización hace a través de una variedad de iniciativas que incluyen netroots y esfuerzos de cabildeo a nivel estatal y el nivel gubernamental nacional, una actividad permitida por su 501 (c) (4) de estado. La CEPA también construye coalición con organizaciones afines, incluyendo los grupos de defensa de la Primera Enmienda y asociaciones de comercio paralelo. La ACE es no partidista y no apoya, oponerse o dar dinero a cualquier candidato o partido político.
La división ACE Miembro negocia y ofertas redujo las tasas para los miembros con diversas empresas que venden relacionada con los juegos de mercancías y servicios, incluyendo; suscripciones a revistas y sitios web de alta calidad, descuentos en alquileres y compras de juegos y la entrada gratuita o con descuento a Ferias, conferencias y conciertos, etc Ellos proveen programas para la reducción de costo de seguro médico y de vida, ayuda económica, ayuda escolar y oportunidades de becas para los miembros, así como la orientación profesional, bolsas de trabajo, reanudar la escritura de ayuda y foros de discusión y tableros. 
La asociación se distinguió temprano pesando en público temas que las asociaciones de comercio paralelo no lo hicieron, incluyendo salir en defensa del juego Mass Effect y su desarrollador, BioWare, durante la controversia relacionada rodea supuesta sexualización del producto. CEPA emitió un comunicado de prensa pidiendo a FOX News para retraer la historia engañosa. La CEPA también fue miembro fundador de los jugadores para la iniciativa neutralidad de la red, que pretendía educar y capacitar a los consumidores de jugador sobre los temas que rodean la neutralidad de la red y su relación con juegos en línea. La asociación con MoveOn.org, SaveTheInternet.com y Juegos para el Cambio, la coalición ofrece un espacio educativo en el sitio web de la CEPA, así como instrumentos de promoción digital para los jugadores. La asociación también estableció varios otros subgrupos de defensa digitales como son los jugadores de derechos digitales, jugadores de banda ancha universal. La membresía no está obligado a participar en cualquiera de las tres iniciativas de base. 
El 12 de mayo de 2010, la CEPA anunció que iba a presentar un amicus curiae (amigo de la corte) documento de apoyo a la industria del juego en la próxima Schwarzenegger v. EMA Primera Enmienda caso. La organización también declaró su intención de modificar una petición del consumidor a su escrito para solicitar que el tribunal encontró que los juegos deben seguir disfrutando de las mismas protecciones de la Primera Enmienda como la música y las películas y no ser legislado y regulado como el alcohol, tabaco y armas de fuego. 
El Estado del caso de California es un llamamiento instando a la Corte la adopción de una nueva norma constitucional que permitiría a los estados a prohibir la venta o alquiler de videojuegos violentos a los menores de 18 años de edad, el Tribunal del Noveno Circuito previamente encontró que no había pruebas de que jugar tales juegos causarían daño físico o psicológico a los menores. La corte de apelaciones también dijo que la ley no era el enfoque menos restrictivo para proteger a los niños de la exposición a este tipo de juegos. ACE fue socio de coalición con Reddit, Google, FEP, Public Knowledge, Major League Gaming, demanda Progreso y otros en oposición a la Stop Online Piracy Act (SOPA) y su contraparte, la Ley de protección de la Propiedad Intelectual (PIPA). La asociación también se puso de pie frente a la Ley de Derecho de Autor de Modernización (C11) en Canadá y la Lucha contra la Falsificación Comercio (ACTA), a nivel internacional.

## GamePolitics.com
La ACE se fusionó con una serie de marcas de larga data de primera necesidad cuando se forma la organización que prestó credibilidad temprana y la experiencia incorporada en los campos respectivos. Entre las marcas más prominentes era GamePolitics.com, un blog originalmente escrita y mantenida por Dennis McCauley, ahora dirigido por juego periodista Pete Gallagher, ex redactor jefe de GameDaily.com. GP, ya que había llegado a ser conocido en el negocio y por los fanes del sitio, es un portal de información para todos los asuntos relacionados con las iniciativas de cabildeo legislación juego y de base.
La organización también publica un boletín diario basado en correo electrónico electrónico, la CEPA Hoy en día, que se envía cada noche a todos los miembros. El boletín informa y educa a los jugadores acerca de la legislación actual y potencial anti-juegos, y actúa como un llamado a las armas en las iniciativas de cabildeo de base de la asociación que emplean defensa electrónica. CEPA también mensajes de correo electrónico un boletín de noticias sólo para miembros mensual que mantiene a los miembros al corriente de las medidas que está adoptando y asesora a los miembros de las nuevas asociaciones y coaliciones que se ha inscrito. Y los dos últimos productos son GameJobs.com, una pizarra interactiva trabajo en la industria del entretenimiento y videojuegos Yellow Pages (VGYP), que ha servido por más de diez años como un directorio de información en línea para el negocio de los juegos.

## GameCulture.com
El 5 de diciembre de 2007, el Tribunal de Cuentas ha anunciado que la asociación estaba lanzando otra publicación, llamada GameCulture El periodista y coautor de Smartbomb:. La búsqueda de Arte, Entretenimiento y Big Bucks en la Revolución de videojuegos, Aaron Ruby, fue contratado en ser el redactor jefe. La asociación se sintió la necesidad de poner en marcha el sitio como un recurso para la promoción de los juegos en una luz más positiva y hacer frente a las formas en que los jugadores y los juegos han impactado a la sociedad más amplia. En septiembre de 2009, añadió el veterano periodista GameCulture juego, John Keefer a sus filas, que fue seguido por el escritor con sede en Nueva Zelanda, Julie Gray, en enero de 2010 Popular comic web, puntos de experiencia, escrita por Scott Johnson, se mudó de su hogar original en Gamer Crispy a GameCulture.

## Controversia
El 9 de julio de 2009, un ACE y GamePolitics entusiasta publican el comentario en ShoutBox GamePolitics "su" deseo para un ataque bomba sucia en NYC ... "Esto fue enviado al FBI, y poco después GP, que había permitido el comentario publicado durante doce horas, lo quitó.
La asociación tuvo una batalla muy pública con editor de juegos, Electronic Arts, tras el lanzamiento de Spore en septiembre de 2009 debido a un software de gestión de derechos digitales, que estaba incluido en el juego, pero no había dado a conocer a los consumidores. La restricción de que el DRM fue también un problema y el sitio web del Tribunal de Cuentas GamePolitics convirtió en el pararrayos que canalizó el descontento jugadores. Seis meses antes, la CEPA presidente, Hal Halpin, sugirió que los editores de juegos a crear un icono de divulgación para el empaquetado de software para alertar a los consumidores sobre la presencia de DRM en una conferencia de la Comisión Federal de Comercio (FTC) en Seattle, Washington.
El 2 de diciembre de 2009, generó una polémica con respecto a la política de cancelación de miembros del Tribunal de Cuentas, en el que los términos y condiciones de afiliación de la asociación fueron cambiados sin notificar a los usuarios de la CEPA. El cambio se realizó debido a un exploit en bonos de descuento de un socio. El cambio de política de cancelación requiere temporalmente que los miembros enviar una carta solicitando la cancelación física mientras que la asociación actualizó sus sistemas. También hubo quejas sobre el cambio en los términos y condiciones que se realizan sin notificar a los miembros, que afectó a algunos miembros como irónico dada la postura del Tribunal de Cuentas en relación con acuerdos de licencia de usuario final. el de tres semanas calvario terminó el 24 de diciembre de 2009 da los nuevos módulos prometidos fueron miembros de donaciones públicas terminación de la cuenta en línea y una funcionalidad de opt-out de renovación automática en línea similar a la oferta de Xbox Live y de la CEPA con el CT Better Business Bureau se elevó a un A -.
En abril de 2010, algunos exmiembros de la CEPA encontraron sus cuentas se renuevan automáticamente, y sus tarjetas de crédito pagan cuota de membresía anual de la CEPA. Esos exmiembros renovados cancelaron sus membresías a través del correo electrónico durante la controversia de diciembre de 2009, mientras que otros miembros renovados habían cancelado sus pertenencias a través de las opciones en línea establecidos en enero de 2010. 
El 6 de febrero de 2013, el Tribunal de Cuentas ha anunciado a través de Facebook su nombramiento de "Gerard Williams" alias "El Hip Hop Gamer". como su embajador de videojuegos. El nombramiento fue recibido con recepción negativa por los jugadores y el juego de prensa, que sintieron que su reputación de forma verbal amenazan / físicamente a otros y el uso de la palabra "maricón" dañaría la imagen y la causa de los jugadores como un grupo de consumidores. Heather Ellertson, Vicepresidente de Marketing del Tribunal de Cuentas envió un comunicado de prensa diciendo que Gerard estaba en el proceso de transformar su vida y que "quería darle la oportunidad de ser una voz para los jugadores y un modelo positivo para juego ". La CEPA y 'Hip Hop Gamer Inc' luego anunció a través de su página de Facebook que todas las quejas, comentarios y críticas deben dirigirse a The Hip Hop Gamer sí mismo y que no representan las opiniones de ninguno de sus socios o patrocinadores. Gerard Williams luego publicó un video que explica que él sólo había utilizado la palabra "maricón" porque alguien le dijo que 'cállate', durante una conferencia de prensa de Sony.

## Apoyo
La ACE recibe apoyo financiero de sus cotizantes membresía - personas que pagan $ 19.99 al año ($ 14.99 para estudiantes y miembros de las fuerzas armadas). La asociación afirma que no acepta fondos de socios de la industria, ni permite juego de la publicidad editorial en cualquiera de sus sitios web o publicaciones, aunque las colocaciones abiertas sobre GameJobs.com del Tribunal de Cuentas son pagados por las empresas de la industria del juego. La organización también recibe asistencia adicional pro bono legal de Hughes Hubbard & Reed. Además, la asociación enumera las marcas y empresas que son socios de marketing con el Tribunal de Cuentas en su página web. La mayoría ofrecen descuentos y promociones especiales, pero ninguno proporciona financiación. 